# Алмалы (Каратальский район)
Алмалы (каз. Алмалы) — село в Каратальском районе Жетысуской области Казахстана. Входит в состав Канбактинского сельского округа. Код КАТО — 195039300. В 90-е носило название Жалменды би.

## Население
В 1999 году население села составляло 605 человек (308 мужчин и 297 женщин). По данным переписи 2009 года, в селе проживало 577 человек (301 мужчина и 276 женщин).